# Regering-Duclerc
De regering-Duclerc was van 7 augustus 1882 tot 29 januari 1883 de regering van Frankrijk. De premier was Charles Duclerc.

## Regering-Duclerc (17 augustus1882-29 januari1883)
- Charles Duclerc - President van de Raad (premier) en minister van Buitenlandse Zaken
- Jean-Baptiste Billot - Minister van Defensie
- Armand Fallières - Minister van Binnenlandse Zaken
- Pierre Tirard - Minister van Financiën
- Paul Devès - Minister van Justitie en Kerkelijke Zaken
- Jean Bernard Jauréguiberry - Minister van Marine en Koloniën
- Jules Duvaux - Minister van Onderwijs en Schone Kunsten
- François de Mahy - Minister van Landbouw
- Anne Charles Hérisson - Minister van Openbare Werken
- Adolphe Cochery - Minister van Posterijen en Telegrafie
- Pierre Legrand - Minister van Handel

Wijzigingen
- 13 september 1882 - Armand Fallières volgt Devès op als minister van Kerkelijke Zaken. Fallières blijft minister van Binnenlandse Zaken en Devès minister van Justitie.